# كريس ترافيس
كريس ترافيس (بالإنجليزية: Kris Travis)‏ هو مصارع محترف بريطاني، ولد في 16 ديسمبر 1983 في شفيلد في المملكة المتحدة، وتوفي في 31 مارس 2016 بسبب سرطان المعدة.

## روابط خارجية
- كريس ترافيس على موقع CageMatch worker (الإنجليزية)